# 1. liga 1997-1998
L'edizione 1997-98 della 1. liga vide la vittoria finale dello Sparta Praga.
Capocannoniere del torneo fu Horst Siegl (Sparta Praga), con 13 reti.

## Avvenimenti
Lo Sparta Praga diviene capolista al terzo turno dominando il campionato dall'inizio alla fine senza avere rivali: le uniche sconfitte sono colte contro Boby Brno (2-1), Baník Ostrava (2-1) e Sigma Olomouc (1-0).

## Classifica finale
|     | Classifica              | G  | V  | N  | P  | GF | GS | Pt |
| --- | ----------------------- | -- | -- | -- | -- | -- | -- | -- |
| 1.  | Sparta Praga            | 30 | 22 | 5  | 3  | 53 | 19 | 71 |
| 2.  | Slavia Praga            | 30 | 17 | 8  | 5  | 42 | 22 | 59 |
| 3.  | Sigma Olomouc           | 30 | 16 | 7  | 7  | 38 | 21 | 55 |
| 4.  | Baník Ostrava           | 30 | 13 | 11 | 6  | 51 | 35 | 50 |
| 5.  | Slovan Liberec          | 30 | 13 | 8  | 9  | 39 | 32 | 47 |
| 6.  | Jablonec                | 30 | 12 | 10 | 8  | 47 | 33 | 46 |
| 7.  | Teplice                 | 30 | 10 | 10 | 10 | 36 | 30 | 40 |
| 8.  | Viktoria Žižkov         | 30 | 11 | 6  | 13 | 26 | 34 | 39 |
| 9.  | Petra Drnovice          | 30 | 10 | 8  | 12 | 35 | 43 | 38 |
| 10. | Boby Brno               | 30 | 10 | 7  | 13 | 42 | 42 | 37 |
| 11. | Hradec Králové          | 30 | 8  | 10 | 12 | 25 | 36 | 34 |
| 12. | Kaučuk Opava            | 30 | 8  | 10 | 12 | 33 | 37 | 34 |
| 13. | Dukla Příbram           | 30 | 9  | 6  | 15 | 37 | 50 | 33 |
| 14. | Viktoria Plzeň          | 30 | 9  | 6  | 15 | 37 | 47 | 33 |
| 15. | České Budějovice JCE    | 30 | 8  | 7  | 15 | 26 | 43 | 31 |
| 16. | Atlantic Lázně Bohdaneč | 30 | 2  | 5  | 23 | 18 | 61 | 11 |

### Verdetti
- Sparta Praga Campione della Repubblica Ceca 1997-98.
- České Budějovice JČE e Atlantic Lázně Bohdaneč retrocesse in Druhá liga.

## Statistiche e record

### Capoliste solitarie
- Dalla 3ª alla 30ª giornata:  Sparta Praga

### Record
- Maggior numero di vittorie:  Sparta Praga (22)
- Minor numero di sconfitte:  Sparta Praga (3)
- Migliore attacco:  Sparta Praga (53 gol fatti)
- Miglior difesa:  Sparta Praga (19 gol subiti)
- Miglior differenza reti:  Sparta Praga (+34)
- Maggior numero di pareggi:  Baník Ostrava (11)
- Minor numero di pareggi:  Sparta Praga e  Atlantic Lázně Bohdaneč (5)
- Minor numero di vittorie:  Atlantic Lázně Bohdaneč (2)
- Maggior numero di sconfitte:  Atlantic Lázně Bohdaneč (23)
- Peggiore attacco:  Atlantic Lázně Bohdaneč (18 gol fatti)
- Peggior difesa:  Atlantic Lázně Bohdaneč (61 gol subiti)
- Peggior differenza reti:  Atlantic Lázně Bohdaneč (-43)